# Carbuccia
Carbuccia es una comuna francesa del departamento de Córcega del Sur, en la colectividad territorial de Córcega, Francia.

## Demografía
| 212 | 223 | 199 | 180 | 182 | 254 | 322 | 333 | 381 |
| Para los censos de 1962 a 1999 la población legal corresponde a la población sin duplicidades (Fuente: INSEE [Consultar]) |     |     |     |     |     |     |     |     |